# Boninduva
Boninduva (Columba versicolor) är en utdöd fågel i familjen duvor inom ordningen duvfåglar. Fågeln förekom på Ogasawaraöarna i Japan och senaste kända observationen skedde 1889. Den dog ut på grund av avskogning, jakt och predationstryck ifrån introducerade arter som råttor och katter.